# Linijski spektar
Linijski spektar je spektar elektromagnetskoga zračenja koji se sastoji od niza monokromatskih, međusobno odvojenih (diskretnih) spektralnih linija. Emisijski linijski spektar nastaje od svjetlosti koju emitiraju jednoatomni plinovi male gustoće, a apsorpcijski linijski spektar nastaje od kontinuirane svjetlosti koja je prošla kroz jednoatomne plinove male gustoće.
Linijski su spektri atoma pojedinih kemijskih elemenata jedinstveni, to jest svaka vrsta atoma emitira svjetlost svojstvenih frekvencija. Spektralnom analizom zračenja nepoznate plinovite tvari može se odrediti kemijski sastav te tvari, spektralnom analizom svjetlosti koja dolazi sa zvijezda može se odrediti kemijski sastav tih zvijezda. Tako je analizom apsorpcijskoga linijskoga spektra Sunčeve svjetlosti helij najprije otkriven na Suncu (1868.), a tek poslije otkriven je i na Zemlji (1895.).

## Objašnjenje
Čvrste tvari usijane do bijelog žara emitiraju svjetlost, koja daje svih valnih duljina, odnosno boja, sličan Sunčevu spektru. Takav se spektar zove neprekidni ili kontinuirani spektar jer kod njega jedna boja prelazi neprekidno u drugu. U izuzetnim slučajevima takve spektre daju tekućine i plinovi. 
Plinoviti izvori svjetlosti daju diskontinuirani spektar koji može biti linijski i vrpčasti. Ako je izvor svjetlosti užareni plin ili para u atomskom stanju onda dobijemo linijski spektar. Linijski spektri sastoje se od nekoliko oštrih crta. Takav je spektar svojstven za pojedine kemijske elemente, od kojih se sastoji plin izvora svjetlosti. Na primjer spektar natrijevih para pokazuje samo jednu žutu crtu. Pošto linijske spektre daju atomi pojedinih kemijskih elemenata, zato se oni zovu atomski spektri. Oni su najvažniji od sviju spektara. 
Ako je izvor svjetlosti plin ili para u molekularnom stanju, onda svjetlost koju daje takav izvor svjetlosti ima vrpčasti spektar. Takav se spektar sastoji od nekoliko širokih svijetlih pruga (vrpca) koje su na jednoj strani oštro ograničene, a na drugoj se strani postepeno gube. Ovakav spektar daju spojevi koji se ni u užarenom plinovitom stanju ne raspadaju. To je spektar molekula. Od elemenata takav spektar daje dušik i jod. Sve te spektre zovemo emisijski spektri, jer ih dobivamo od izvora, koji emitiraju svjetlost.